# Kondagaon
Kondagaon é uma cidade e um município no distrito de Bastar, no estado indiano de Chhattisgarh.

## Geografia
Kondagaon está localizada a 19° 36′ N, 81° 40′ L. Tem uma altitude média de 593 metros (1945 pés).

## Demografia
Segundo o censo de 2001, Kondagaon tinha uma população de 26 772 habitantes. Os indivíduos do sexo masculino constituem 50% da população e os do sexo feminino 50%. Kondagaon tem uma taxa de literacia de 64%, superior à média nacional de 59,5%: a literacia no sexo masculino é de 73% e no sexo feminino é de 55%. Em Kondagaon, 14% da população está abaixo dos 6 anos de idade.